# Hypertenze bílého pláště

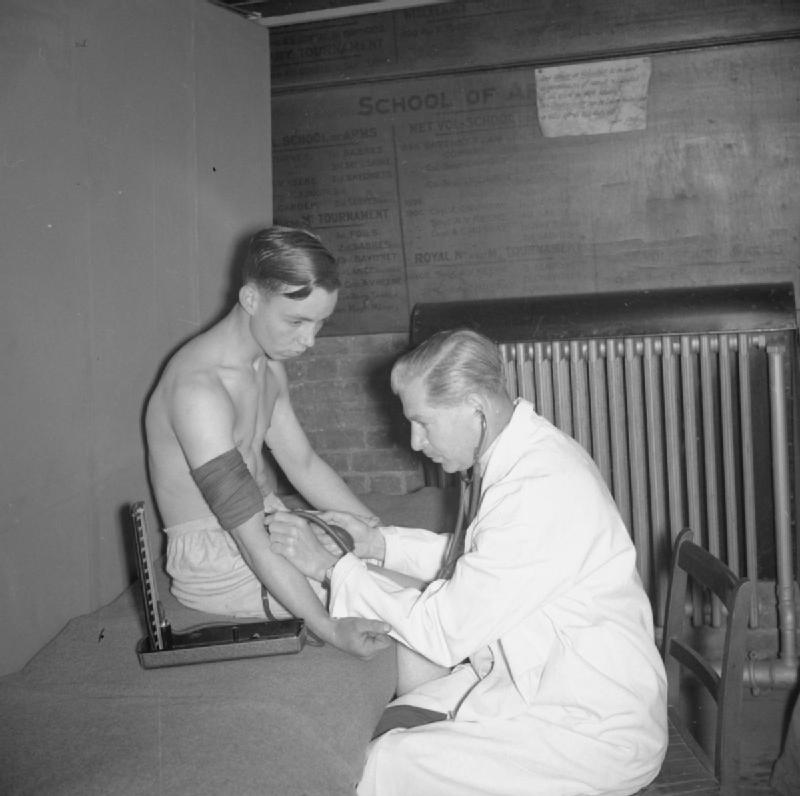
Název jevu je odvozen od bílého lékařského pláště.

Hypertenze bílého pláště, také syndrom bílého pláště, je jev projevující se naměřením vyšších hodnot krevního tlaku, než je u pacienta obvyklé. Zpravidla se tak děje v důsledku obav některých jedinců ze zdravotnických zařízení jako je například ambulance nebo nemocnice, avšak mimo tato prostředí jejich tlak vykazuje naprosto optimální hodnoty. Pacienti trpící hypertenzí bílého pláště v průběhu měření pociťují zvýšenou úzkost, která způsobuje prudké zvýšení krevního tlaku, zrychlení srdečního tepu či mělké dýchání. Navenek však někteří pacienti mohou působit uvolněně a lékař neuvědomující si tento faktor může stanovit nesprávnou diagnózu, s čímž je spojeno riziko nevhodné léčby, proto by se pacienti, kteří si jsou své nervozity vědomi, měli svému lékaři svěřit. V takovém případě může být pacient požádán, aby si tlak změřil doma anebo mu může být propůjčen tlakový Holter.
Opačným jevem je tzv. maskovaná hypertenze, kdy jsou pacientovi v ambulanci naměřeny běžné hodnoty krevního tlaku (tj. normotenze), zatímco mimo ni jsou naměřené hodnoty výrazně vyšší. Náchylnost k ní mají především muži ve věkovém rozmezí 30 až 50 let, kuřáci a diabetici.

## Statistiky
Vědecké statistiky ukazují, že hypertenze bílého pláště postihuje až třetinu pacientů, kteří si nechají změřit tlak v ordinaci. Oddělení farmakologie na univerzitě v São Paulu ve svém výzkumu, zabývajícím se tímto syndromem, uvádí, že takoví pacienti mají ve srovnání s normotenzními jedinci 2,5× vyšší šanci na rozvoj trvalé hypertenze. Výzkum také ukázal, že trpí zhoršeným stavem cév a taktéž se zřetelně zvyšuje jejich šance úmrtí v důsledku kardiovaskulárního onemocnění.
V českém prostředí se potom odhaduje, že 15 % lidí s diagnostikovanou hypertenzí bere medikaci, k tomu určenou, kvůli syndromu zcela zbytečně.

### Predispozice
Hypertenzí bílého pláště častěji trpí ženy pokročilejšího věku, nekuřáci a lidé trpící fobií z nemocničního prostředí.

## Prevence
Hypertenze bílého pláště je považována za onemocnění mající původ v psychice samotného pacienta a jeho aspekty jsou dodnes neúplně vyjasněné. Jako doporučené rady se běžně uvádí následující body:
- chodit k lékaři s uklidňujícím doprovodem
- pustit si oblíbenou hudbu před návštěvou ambulance
- provádět dechová cvičení nebo se projít na čerstvém vzduchu
- vzít si do čekárny něco ke čtení
- informovat o svých obavách lékaře a nestydět se za ně
- měřit si krevní tlak v jiném nestresujícím prostředí, a to alespoň 3× bez započtení první hodnoty